# سوختن چراغ نیمه‌شب
سوختن چراغ نیمه‌شب (به انگلیسی: Burning of the Midnight Lamp) ترانه‌ای از گروه سبک سایکدلیک راک آمریکایی-بریتانیایی جیمی هندریکس اکسپرینس است که در سومین آلبوم استودیویی آنها، بانوکده الکتریکی قرار دارد که در سال ۱۹۸۶ منتشر شد. این ترانه توسط گیتاریست و خواننده گروه، جیمی هندریکس نوشته شده است و تهیه‌کنندگی آن را چاد چندلر بر عهده داشته است. در این ترانه، گروه سبک ریتم اند بلوز Sweet Inspirations به عنوان خواننده پشتیبان حضور دارند. این ترانه قبل از انتشار آلبوم بانوکده الکتریکی، به صورت تک‌آهنگ هم در اروپا منتشر شده بود. نسخه تک‌آهنگ در ماه اوت ۱۹۶۷، یک سال قبل از انتشار نسخه آلبومی منتشر شد. این ترانه از معروف‌ترین ترانه‌های آلبوم بانوکده الکتریکی است و تا کنون توسط بسیاری از خواننده‌های دیگر هم بازخوانی شده است. 